# NR2F1
NR2F1 (англ. Nuclear receptor subfamily 2 group F member 1) – білок, який кодується однойменним геном, розташованим у людей на короткому плечі 5-ї хромосоми. Довжина поліпептидного ланцюга білка становить 423 амінокислот, а молекулярна маса — 46 156.
| 10         |  | 20         |  | 30         |  | 40         |  | 50         |
| ---------- |  | ---------- |  | ---------- |  | ---------- |  | ---------- |
| MAMVVSSWRD |  | PQDDVAGGNP |  | GGPNPAAQAA |  | RGGGGGAGEQ |  | QQQAGSGAPH |
| TPQTPGQPGA |  | PATPGTAGDK |  | GQGPPGSGQS |  | QQHIECVVCG |  | DKSSGKHYGQ |
| FTCEGCKSFF |  | KRSVRRNLTY |  | TCRANRNCPI |  | DQHHRNQCQY |  | CRLKKCLKVG |
| MRREAVQRGR |  | MPPTQPNPGQ |  | YALTNGDPLN |  | GHCYLSGYIS |  | LLLRAEPYPT |
| SRYGSQCMQP |  | NNIMGIENIC |  | ELAARLLFSA |  | VEWARNIPFF |  | PDLQITDQVS |
| LLRLTWSELF |  | VLNAAQCSMP |  | LHVAPLLAAA |  | GLHASPMSAD |  | RVVAFMDHIR |
| IFQEQVEKLK |  | ALHVDSAEYS |  | CLKAIVLFTS |  | DACGLSDAAH |  | IESLQEKSQC |
| ALEEYVRSQY |  | PNQPSRFGKL |  | LLRLPSLRTV |  | SSSVIEQLFF |  | VRLVGKTPIE |
| TLIRDMLLSG |  | SSFNWPYMSI |  | QCS        |  |            |  |            |

A: Аланін

C: Цистеїн

D: Аспарагінова кислота

E: Глутамінова кислота

F: Фенілаланін

G: Гліцин

H: Гістидин

I: Ізолейцин

K: Лізин

L: Лейцин

M: Метіонін

N: Аспарагін

P: Пролін

Q: Глутамін

R: Аргінін

S: Серин

T: Треонін

V: Валін

W: Триптофан

Кодований геном білок за функціями належить до репресорів, рецепторів, активаторів. 
Задіяний у таких біологічних процесах, як транскрипція, регуляція транскрипції. 
Білок має сайт для зв'язування з іонами металів, іоном цинку, ДНК. 
Локалізований у ядрі.